# صفاء الطوخي
صفاء الطوخي (5 مارس 1964 -)، ممثلة مصرية.

## عن حياتها
ولدت في القاهرة، هي ابنة الآديب عبد الله الطوخي والكاتبة فتحية العسال، وبدأت حياتها ككاتبة وتخرجت من المعهد العالي للفنون المسرحية عام 1994م، وعملت في معهد الثقافة الجماهيرية، ثم عملت بعدد كبير من المسلسلات والأفلام التي اشتهرت فيها بدور المرأة المظلومة من أسرتها.

## أعمالها

### من المسلسلات
فهد البطل 2025
- بيت الرفاعي 2024
- حرب الزواج 2023
- تحقيق 2022
- اتزان 2022
- ولاد ناس 2021
- بخط الأيد 2020 (ضيفة شرف)
- البرنس 2020
- أبو العروسة 2018
- مليكة 2018
- كفر دلهاب 2017
- حارة اليهود (2015)
- الصياد 2014
- سرايا عابدين 2014
- فرق توقيت 2014
- الداعية 2013
- العراف 2013
- اسم مؤقت 2013
- ربيع الغضب 2013
- محمد علي 2012
- لحظات حرجة (ج3) 2012 عزيزة
- بنات في بنات 2012
- ويأتى النهار 2012
- إبن موت 2012 فوقية (والدة إنجي)
- ريش نعام 2010
- ماما في القسم 2010
- بالشمع الأحمر 2010
- لحظات حرجة 2010 (ج2) عزيزة
- طوق نجاة 2010 رجاء
- قانون المراغي 2009
- خاص جدا 2009 ماجدة عزيز
- شط إسكندرية 2008
- لحظات حرجة 2007 عزيزة
- قضية رأي عام 2007
- أحلام عادية 2005
- طائر الحب 2005
- ريا وسكينه 2005 مريم الشامية
- محمود المصري 2004 علية
- غدر وكبرياء 2004
- الليل وآخره 2003
- شمس منتصف الليل 2002
- أين ولدي 2002
- فارس بلا جواد 2002 عمة حافط زوجة عبد الهادي
- اين قلبي 2002
- خيال الظل 2000
- رياح الشرق 2000 الأميرة خوانا
- أم كلثوم 1999
- لن أعيش في جلباب أبي 1996 زوجة محفوظ الأولي
- الزيني بركات 1995
- عصر الأئمة 1994
- سور مجرى العيون 1993
- أمهات في بيت الحب 1993
- ليالي الحلمية 1992 (ج4)
- السرايا 1987
- الباحثة 1979
- بنات سعاد هانم

### من الأفلام
- ورد مسموم 2018
- بني آدم 2018
- الكبار 2010
- بوشكاش 2008
- اختفاء جعفر المصري 2002
- جاءنا البيان التالي 2000 مديرة المحطة التلفزيونية
- أرض الخوف 1999
- الجردل والكنكة 1997
- المهاجر 1994
- حكايات الغريب 1992 سلمى خطيبة حسن
- الزمن الصعب 1992
- القاهرة منورة بأهلها 1991 وثائقي/تسجيلي

### من المسرحيات
- الأيام المخمورة 1999

## وصلات خارجية
- صفاء الطوخي على موقع أرشيف الشارخ.
- صفاء الطوخي على موقع IMDb (الإنجليزية)
- صفاء الطوخي على موقع الدهليز
- صفاء الطوخي على موقع قاعدة بيانات الأفلام العربية